# Иванов, Михаил Ефимович (художник)
Михаил Ефимович Иванов (1924—1994) — советский художник-постановщик
 киностудии «Ленфильм». Заслуженный художник РСФСР (1980).

## Биография
Михаил Иванов родился 24 января 1924 года.
Окончил Ленинградское высшее художественно-промышленное училище имени Веры Мухиной (1946—1951).
С 1951 года — художник, а с 1958 года — художник-постановщик киностудии «Ленфильм»

Член СК СССР (Ленинградское отделение).

## Награды и премии
- заслуженный художник РСФСР (1980)
- Государственная премия РСФСР имени братьев Васильевых (1980) — за съёмки фильма «Блокада»

## Фильмография
1. 1959 — Горячая душа (совместно с Евгением Енеем) (Режиссёр-постановщик: Евгений Немченко)
2. 1959 — Театр зовёт (короткометражный) (совместно с Владимиром Калягиным) (Режиссёр-постановщик: Мария Клигман)
3. 1960 — Осторожно, бабушка! (совместно с Евгением Енеем) (Режиссёр-постановщик: Надежда Кошеверова)
4. 1961 — Мишель и Мишутка (короткометражный) (совместно с Марксэном Гаухманом-Свердловым) (Режиссёры-постановщики: Аян Шахмалиева, Михаил Шамкович)
5. 1961 — Явление Венеры (короткометражный) (совместно с Николаем Суворовым) (Режиссёр-постановщик: Михаил Шапиро)
6. 1962 — Завтрашние заботы (Режиссёры-постановщики: Григорий Аронов, Будимир Метальников)
7. 1964 — Поезд милосердия (Режиссёр-постановщик: Искандер Хамраев)
8. 1966 — На диком бреге (Режиссёр-постановщик: Анатолий Граник)
9. 1967 — Зелёная карета (совместно с Михаилом Кроткиным) (Режиссёр-постановщик: Ян Фрид)
10. 1969 — На пути в Берлин (Режиссёр-постановщик: Михаил Ершов)
11. 1970 — Африканыч (ТВ) (Режиссёр-постановщик: Михаил Ершов)
12. 1970 — Зелёные цепочки (Режиссёр-постановщик: Григорий Аронов)
13. 1970 — Хозяин (Режиссёр-постановщик: Михаил Ершов)
14. 1972 — Звезда в ночи (совместно с Хусейном Бакаевым) (Режиссёры-постановщики: Абдусалом Рахимов, Игорь Усов)
15. 1974 — Премия (совместно с Борисом Бурмистровым) (Режиссёр-постановщик: Сергей Микаэлян)
16. 1973—1977 — Блокада (Режиссёр-постановщик: Михаил Ершов)
17. 1975 — Новогодние приключения Маши и Вити (ТВ) (Режиссёр-постановщик: Игорь Усов)
18. 1977 — Первые радости (ТВ) (совместно с Борисом Быковым) (Режиссёр-постановщик: Григорий Никулин)
19. 1979 — Десант на Орингу (Режиссёр-постановщик: Михаил Ершов)
20. 1979 — Необыкновенное лето (ТВ) (Режиссёр-постановщик: Григорий Никулин)
21. 1981 — 20-е декабря (ТВ) (Режиссёр-постановщик: Григорий Никулин)
22. 1982 — В старых ритмах (Режиссёр-постановщик: Михаил Ершов)
23. 1984 — Челюскинцы (Режиссёр-постановщик: Михаил Ершов)
24. 1987 — Ищу друга жизни (совместно с Алексеем Шкеле) (Режиссёр-постановщик: Михаил Ершов)